# Коллальто-Сабино
Коллальто-Сабино (итал. Collalto Sabino) — коммуна в Италии, располагается в регионе Лацио, в провинции Риети.
Население составляет 466 человек (2008 г.), плотность населения составляет 21 чел./км². Занимает площадь 22 км². Почтовый индекс — 2022. Телефонный код — 0765.
Покровителем коммуны почитается святой Григорий Великий, папа Римский, празднование 3 сентября.

## Демография
Динамика населения:

## Администрация коммуны
- Официальный сайт: